# 加工デンプン

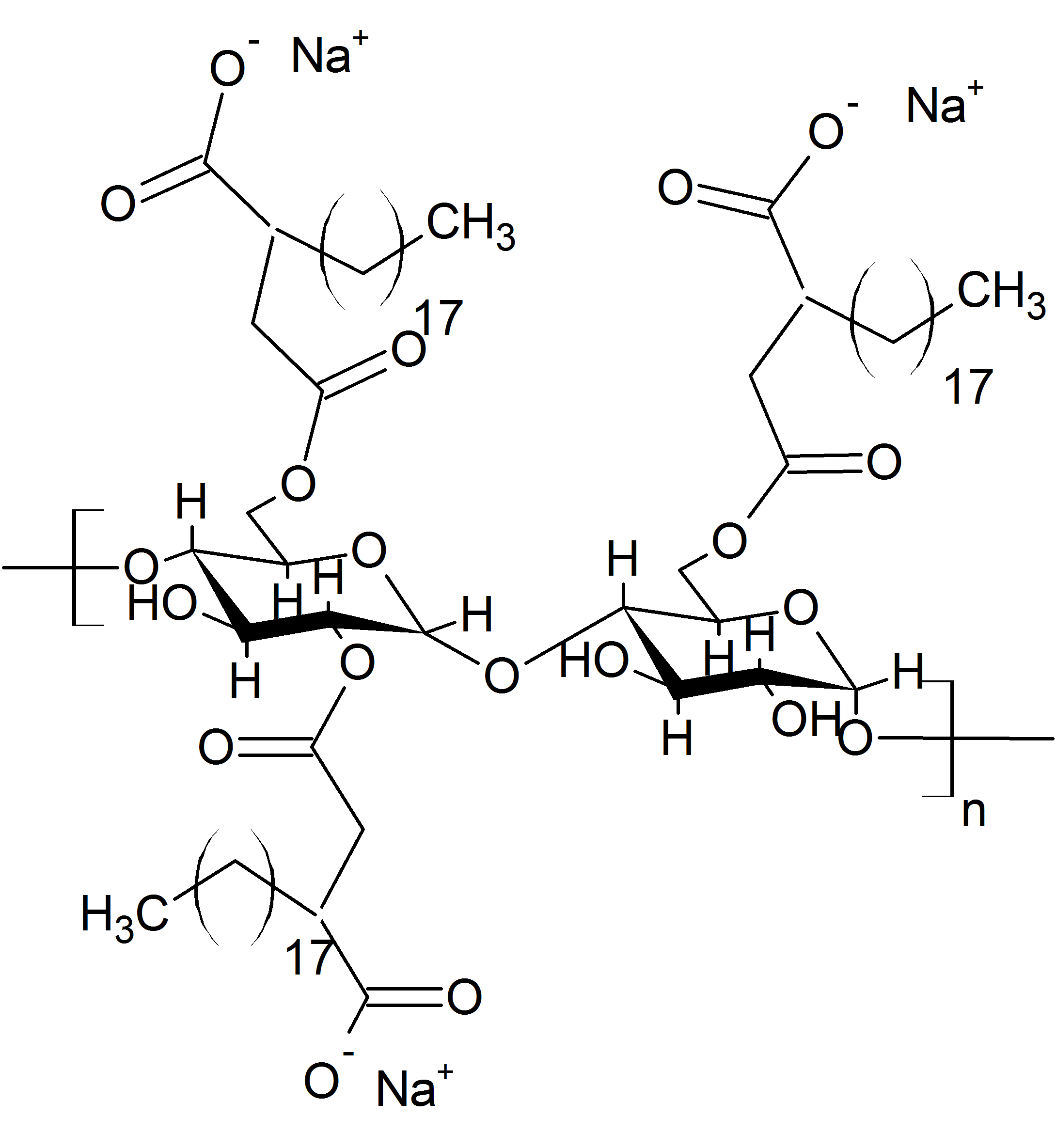
オクテニルコハク酸デンプンナトリウムの化学式

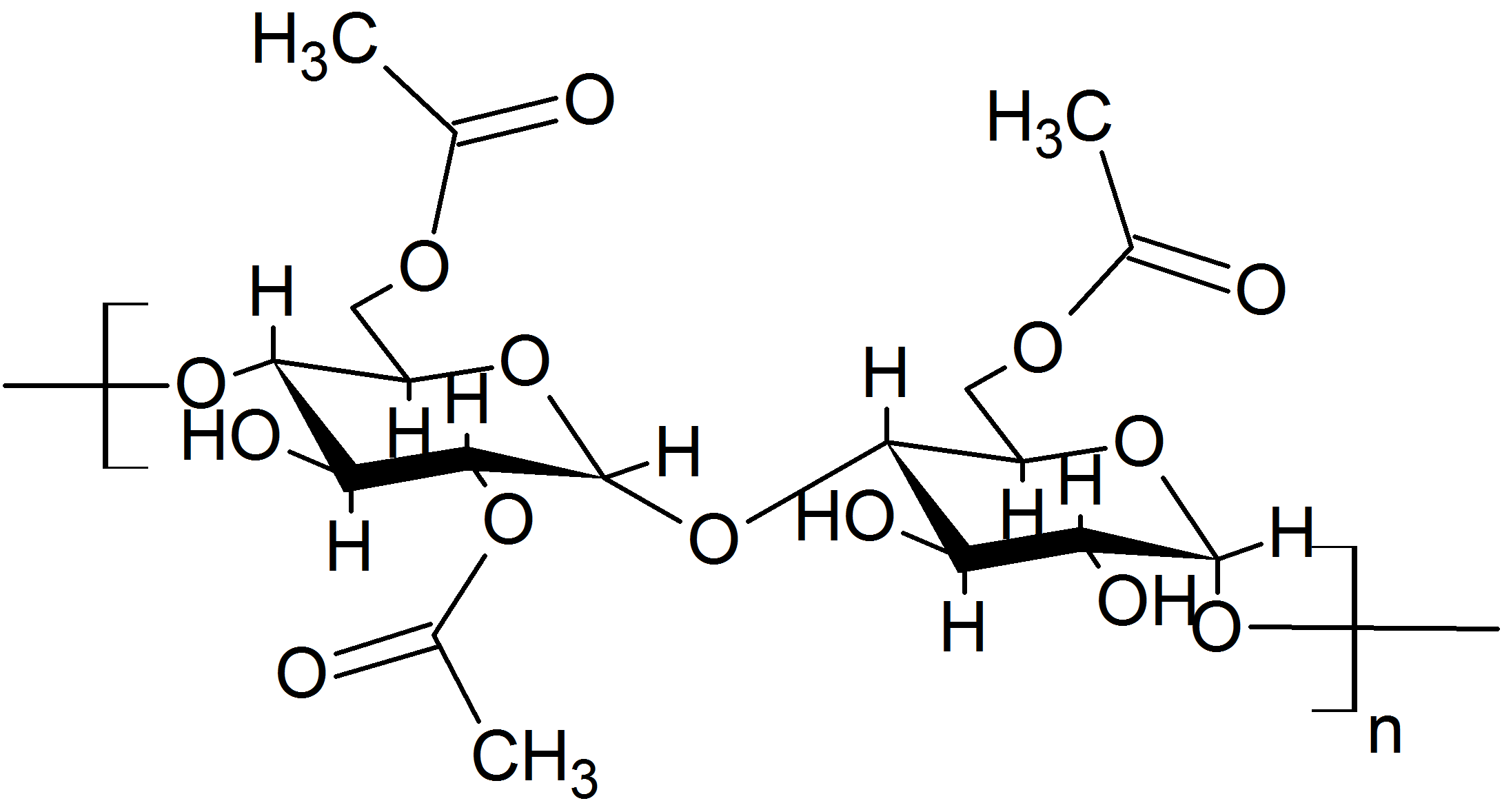
酢酸デンプンの化学式

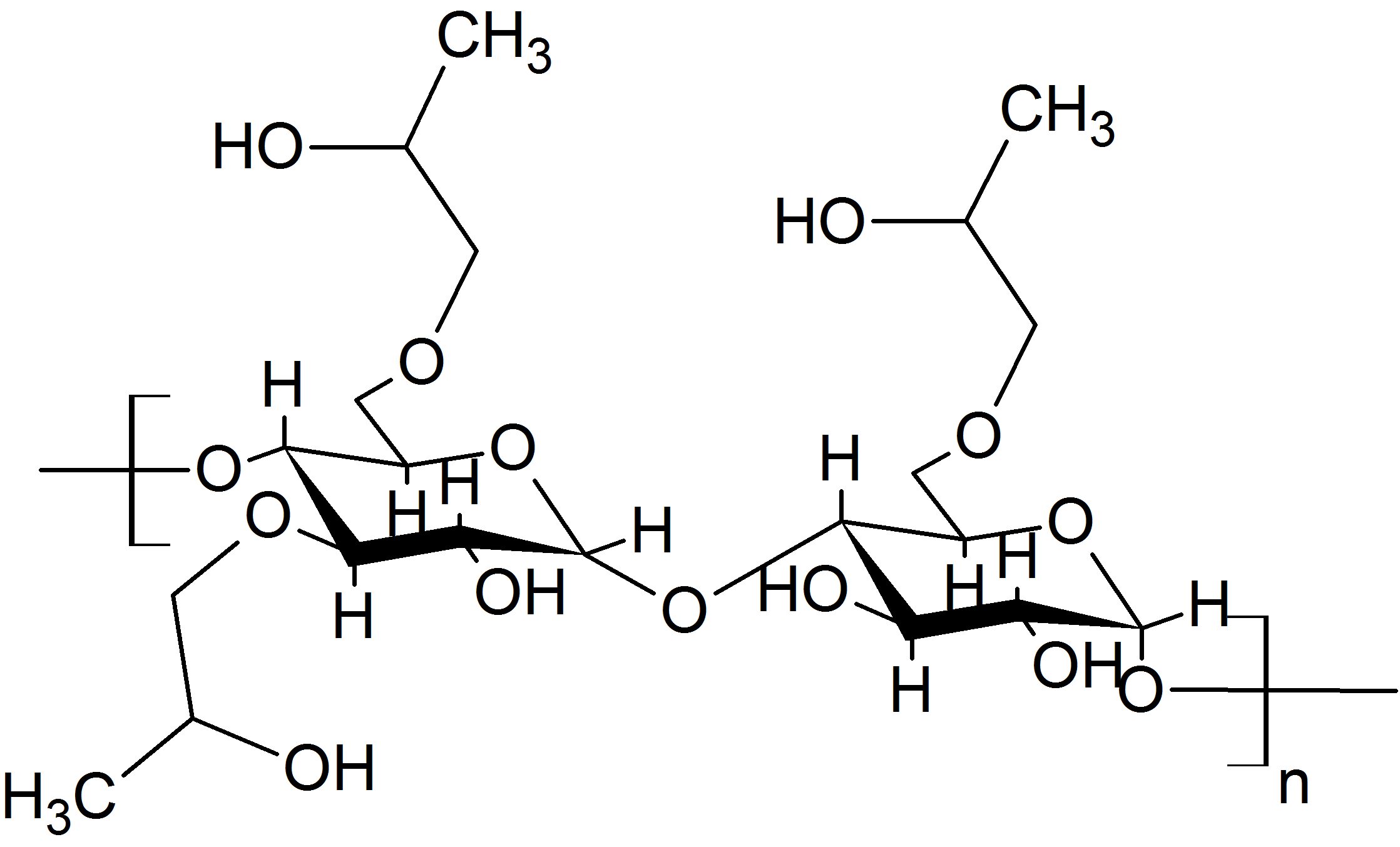
ヒドロキシプロピルデンプンの化学式

加工デンプン（加工澱粉、英語: modified starch）または化工デンプン（化工澱粉）は、物理的・化学的あるいは酵素的処理を加えることによって、天然デンプンの特性を改良したデンプンの総称である。
食品衛生上、日本や欧州連合は、加工デンプンのうち物理的および酵素的処理によるものを食品、化学的処理によるものを食品添加物として取り扱っている。医薬品として用いられるものもある。
化学的処理による加工デンプンには以下のような化合物がある。
- アセチル化アジピン酸架橋デンプン（英語版）
- アセチル化リン酸架橋デンプン
- アセチル化酸化デンプン（ドイツ語版）
- オクテニルコハク酸デンプンナトリウム
- 酢酸デンプン
- 酸化デンプン
- ヒドロキシエチルデンプン
- ヒドロキシプロピルデンプン（ドイツ語版）
- ヒドロキシプロピルリン酸架橋デンプン（英語版）
- リン酸モノエステル化リン酸架橋デンプン（英語版）
- リン酸化デンプン
- リン酸架橋デンプン
- デンプングリコール酸ナトリウム